# One More from the Road
One More from the Road ist ein Doppel-Livealbum der Rockband Lynyrd Skynyrd und erschien im September 1976 bei MCA.

## Hintergrund
One More from the Road wurde im Fox Theatre in Atlanta, Georgia vom 7. bis 9. Juli 1976 aufgenommen und ist die erste Veröffentlichung der Gruppe mit dem neuen Gitarristen Steve Gaines, der erst einen Monat vorher zur Band gestoßen war. Das Album ist die einzige offizielle Live-Veröffentlichung Lynyrd Skynyrds vor deren Flugzeugabsturz im Jahre 1977.

## Titelliste
1. Workin’ for MCA (Ed King, Ronnie Van Zant) – 4:38
2. I Ain’t the One (Gary Rossington, Ronnie Van Zant) – 3:37
3. Searching (Allen Collins, Ronnie Van Zant) – 3:51
4. Tuesday’s Gone (Allen Collins, Ronnie Van Zant) – 7:39
5. Saturday Night Special (Ed King, Ronnie Van Zant) – 5:30
6. Travelin’ Man (Leon Wilkeson, Ronnie Van Zant) – 4:08
7. Whiskey Rock-a-Roller (Ed King, Billy Powell, Ronnie Van Zant) – 4:14
8. Sweet Home Alabama (Ed King, Gary Rossington, Ronnie Van Zant) – 6:49
9. Gimme Three Steps (Allen Collins, Ronnie Van Zant) – 5:00
10. Call Me the Breeze (J.J. Cale) – 5:27
11. T for Texas (Jimmie Rodgers) – 8:26
12. The Needle and the Spoon (Allen Collins, Ronnie Van Zant) – 4:17
13. Crossroads (Robert Johnson) – 3:44
14. Free Bird (Allen Collins, Ronnie Van Zant) – 13:30

Die 2002 erschienene Deluxe Edition umfasst zusätzlich einige bisher unveröffentlichte oder auf anderen Alben enthaltene Aufnahmen und zeigt insgesamt 24 Lieder.

## Rezeption
- Der Musikjournalist Robert Christgau schrieb, dass das Livealbum ein gutes Souvenir für Konzertbesucher sei und er selbst die Gruppe nie verpasst hätte. Die Hits der Band würden rocken, er vergab ein A-.[4]
- Auf Allmusic schrieb Stephen Thomas Erlewine, dass das Album den enormen Songkatalog der Band zeigen würde. Zusammen mit den starken Aufführungen wäre One More from the Road hörenswert, aber nicht unerlässlich. Er vergab drei von fünf Sternen.[5]
- John Milward schrieb im Rolling Stone, dass das Album deutlich die Einflüsse der Band zwischen amerikanischem Bluesrock und britischem Hardrock zeigen würde. Es würde auch darstellen, wie Lynyrd Skynyrd sich immer auf ein stabiles Repertoire an Rockmaterial, anstatt auf instrumentelle Fachkompetenz verlassen hätten. Der Gesang Van Zants wäre immer zuverlässig.[6]

## Kommerzieller Erfolg

### Chartplatzierungen
One More from the Road erreichte Platz 9 der Billboard 200 und die Single Free Bird Platz 19 der Billboard Hot 100.
| ChartsChartplatzierungen       | Höchstplatzierung | Wochen |
| ------------------------------ | ----------------- | ------ |
| Vereinigte Staaten (Billboard) | 9 (43 Wo.)        | 43     |
| Vereinigtes Königreich (OCC)   | 17 (4 Wo.)        | 4      |

### Auszeichnungen für Musikverkäufe
Die RIAA zeichnete das Album mit Gold im Oktober 1976, mit Platin im Dezember 1976 und mit 3× Platin im Juli 1987 aus.
| Land/Region                  | Auszeichnungen für Musikverkäufe (Land/Region, Auszeichnung, Verkäufe) | Verkäufe  |
| ---------------------------- | ---------------------------------------------------------------------- | --------- |
| Vereinigte Staaten (RIAA)    | 3× Platin                                                              | 3.000.000 |
| Vereinigtes Königreich (BPI) | Silber · + Silber (Re-Release)                                         | 120.000   |
| Insgesamt                    | 2× Silber · 3× Platin ·                                                | 3.120.000 |